# Backyard Babies
Backyard Babies – szwedzka grupa rockowa, utworzona w 1987 roku. Pierwsze demo zespołu zostało nagrane przez Andreasa Svenssona (gitara, wokal), Petera Carlssona (perkusja), Johana Blomqvista (bas) oraz Tobbe (wokal). W 1989 roku ze względu na niewystarczające umiejętności wokalne Tobbe został usunięty z zespołu, a jego miejsce zajął Nicke Borg. Już z Nicke na wokalu zespół zarejestrował dwa kolejne dema i zagrał trasę koncertową po Szwecji. W 1991 roku wydany został pierwszy oficjalny materiał zespołu – Something to Swallow, a dwa lata później nakładem Megarock Records pierwszy longplay – Diesel & Power.

## Muzycy
Obecny skład zespołu
- Nicke Borg – wokal prowadzący, gitara (od 1989)
- Dregen – gitara, wokal wspierający (od 1987)
- Johan Blomqvist – gitara basowa (od 1989), gitara (1987–1989)
- Peder Carlsson – perkusja (od 1987)

Byli członkowie zespołu
- Tobias Fischer – wokal prowadzący, gitara basowa (1987–1989)

## Dyskografia
Albumy studyjne
| Diesel & Power                         | - Data: 1994 - Wydawca: Megarock                     | —  | —  | —  |                    |
| Total 13                               | - Data: 1998 - Wydawca: Scooch Pooch, PWL, MVG       | 12 | —  | —  |                    |
| Making Enemies Is Good                 | - Data: 28 maja 2001 - Wydawca: RCA/BMG              | 1  | 13 | 82 |                    |
| Stockholm Syndrome                     | - Data: 4 listopada 2003 - Wydawca: BMG Sweden AB    | 2  | —  | 63 | - SWE: złota płyta |
| People Like People Like People Like Us | - Data: 2 maja 2006 - Wydawca: BMG Sweden AB         | 3  | 22 | —  |                    |
| Backyard Babies                        | - Data: 15 sierpnia 2008 - Wydawca: BMG Sweden AB    | 1  | 31 | —  |                    |
| Four by Four                           | - Data: 28 sierpnia 2015 - Wydawca: Sony Music, Gain | 2  | 17 | 78 |                    |
| "—" album nie był notowany.            |                                                      |    |    |    |                    |

Albumy koncertowe
| Tytuł              | Dane dot. albumu                         | Pozycja na liście |
| Tytuł              | Dane dot. albumu                         | SWE               |
| ------------------ | ---------------------------------------- | ----------------- |
| Live Live in Paris | - Data: 23 marca 2005 - Wydawca: BMG/RCA | 19                |

Albumy wideo
| Tytuł             | Dane dot. albumu                         | Pozycja na liście |
| Tytuł             | Dane dot. albumu                         | SWE               |
| ----------------- | ---------------------------------------- | ----------------- |
| Jetlag: The Movie | - Data: 14 marca 2005 - Wydawca: BMG/RCA | 2                 |

## Nagrody i wyróżnienia
| Rok  | Kategoria             | Tytułem                                | Nagroda | Nota      | Źródło |
| ---- | --------------------- | -------------------------------------- | ------- | --------- | ------ |
| 1999 | Årets hårdrock        | Total 13                               | Grammis | Laur      | [ 10 ] |
| 2002 | Årets hårdrock        | Making Enemies is Good                 | Grammis | Laur      | [ 11 ] |
| 2004 | Årets hårdrock        | Stockholm Syndrome                     | Grammis | Nominacja | [ 12 ] |
| 2007 | Årets hårdrock        | People like People like People like Us | Grammis | Nominacja | [ 13 ] |
| 2009 | Årets grupp           | Backyard Babies                        | Grammis | Nominacja | [ 14 ] |
| 2016 | Årets hårdrock/metall | Four by Four                           | Grammis | Nominacja | [ 15 ] |